# GSC2639-2305
GSC2639-2305 — хімічно пекулярна зоря спектрального класу A5, що має видиму зоряну величину в смузі V приблизно  9,3.